# Santiago Cerón
Santiago Cerón (Santo Domingo; 25 de julio de 1940 - Nueva York; 10 de mayo de 2011)  fue un cantautor y músico dominicano. Fue de los primeros cantantes dominicanos en alcanzar proyección internacional, especialmente en los ambientes de la música latina en Nueva York.

## Biografía
Cerón comenzó su carrera en La Voz Dominicana como cantante aficionado y se diplomó como tenor lírico en la escuela de Bellas Artes.  A la edad de 22 años emigró a Nueva York, donde conoció al legendario Arsenio Rodríguez, quien lo inicia a la interpretación vocal de la música cubana. Con Arsenio grabó tres producciones entre 1964 y 1966.
Trabajó como cantante de merengues en  la  orquesta de Luis Kalaff y sus Alegres Dominicanos. También trabajó al lado Pete Rodríguez y con “La Protesta” de Tony Pabón. 
Fue cantante y tocador de güiro de la orquesta de Johnny Pacheco llegando  a grabar con Larry Harlow, Adalberto Santiago y Héctor Lavoe el tema "Se me perdió la cartera".
En 1980 sale "Tumbando puertas" su primera producción como solista y más tarde grabó "Navegando con sabor" y "Canta si vas a cantar".
Su obra abarcó unas 32 producciones a disco. Sus interpretaciones más conocidas son " Cruel tormento", "Lindo Yambú", "Baja y tapa", "Al que le pique", "Si supieras mirar" y "Espíritu burlón".
Santiago Cerón falleció a los setenta años en Nueva York debido a problemas cardíacos.

## Discografía
- Tumbando Puertas (1980)
- Navegando en Sabor (1980)
- Canta Si Va a Cantar (1980)
- Bueno de Vicio (1981)
- Yo Soy la Ley (1982)
- Bien Kool (1983)
- El Fenómeno (1984)
- Siempre Duro (1985)
- Algo Viejo, Algo Nuevo (1986)
- La Vecina (1989)
- A Mi Manera (1991)
- Mi Campeón Jukin (1994)
- Homenaje al Gallero Palmasola (1996)
- Las Cuarenta (1999)
- Que Murmuren (2002)
- El Alacrán (2005)
- Santiago Cerón (2008)
- Éxitos de Santiago Cerón (1994) Compilación.

.  Ceron (2009) ERB Records